# Pietro Sodi
Pietro Sodi (Roma, 1716 – Charleston, 1775) è stato un ballerino e coreografo italiano, attivo anche in Francia, Inghilterra e negli Stati Uniti  d'America.

## Biografia
Pietro Sodi nacque a Roma. Fu con ogni probabilità allievo di Rinaldo Fossano. Anche suo fratello Carlo Sodi fu compositore e coreografo. 
Lo troviamo ballerino a Napoli nel 1741-42, e quindi negli anni successivi a giro per l'Europa: a Parigi, Londra, Berlino, Vienna, Venezia... 
Dal 1761 Londra diventa la base principale della sua attività di coreografo e maestro di danza. Nel 1774 si reca a New York e Filadelfia dove, primo maestro di ballo italiano, introduce le danze di moda del periodo. Nel 1775 si trasferisce a Charleston dove muore poco dopo in suo arrivo.